# دامباگولا
دامباگولا (به لاتین: Dambagolla) یک منطقهٔ مسکونی در سری‌لانکا است که در استان مرکزی (سری‌لانکا) واقع شده‌است.